# Одинцова, Раиса Олеговна
Раиса Олеговна Одинцова (1 июля 1993, Славянск-на-Кубани, Краснодарский край) — российская футболистка, полузащитница.

## Биография
Начинала заниматься футболом в Славянске-на-Кубани у тренера Александра Николаевича Воронкова (известен как тренер братьев Миранчуков). Затем перешла в молодёжную команду «Кубаночка» (Краснодар), где тренировалась под руководством Татьяны Зайцевой.
С 16-летнего возраста выступала за основной состав «Кубаночки». Дебютный матч в высшей лиге России сыграла 17 апреля 2010 года против «Измайлово», отыграв первые 83 минуты. Свой первый гол забила 13 июня 2010 года в ворота клуба «Рязань-ВДВ». В своём первом сезоне была игроком стартового состава, однако на следующий год стала игроком замены, а в сезоне 2012/13 лишь три раза выходила на замену в концовке матчей. Всего за три сезона в составе «Кубаночки» сыграла 47 матчей и забила один гол. В осеннем чемпионате 2013 года выступала за «Дончанку» (Азов), приняла участие во всех 14 матчах своего клуба.
В середине 2010-х годов играла за клуб второго дивизиона «Магнолия» (Новотитаровская).
После некоторого перерыва присоединилась к московской команде «Спарта-Свиблово», в 2017 году выступала в первом дивизионе и стала победительницей турнира, однако затем по финансовым причинам команда понизилась в классе, в 2018—2019 годах играла во втором дивизионе. В 2018 году спортсменка стала автором единственного гола своего клуба в игре 1/8 финала Кубка России против ЦСКА, в котором армейцы одержали свою самую крупную победу (11:1). Также в составе «Спарты» спортсменка принимала участие в матчах чемпионата России по пляжному футболу.
Выступала за юношескую и молодёжную сборную России.